# Inges idee

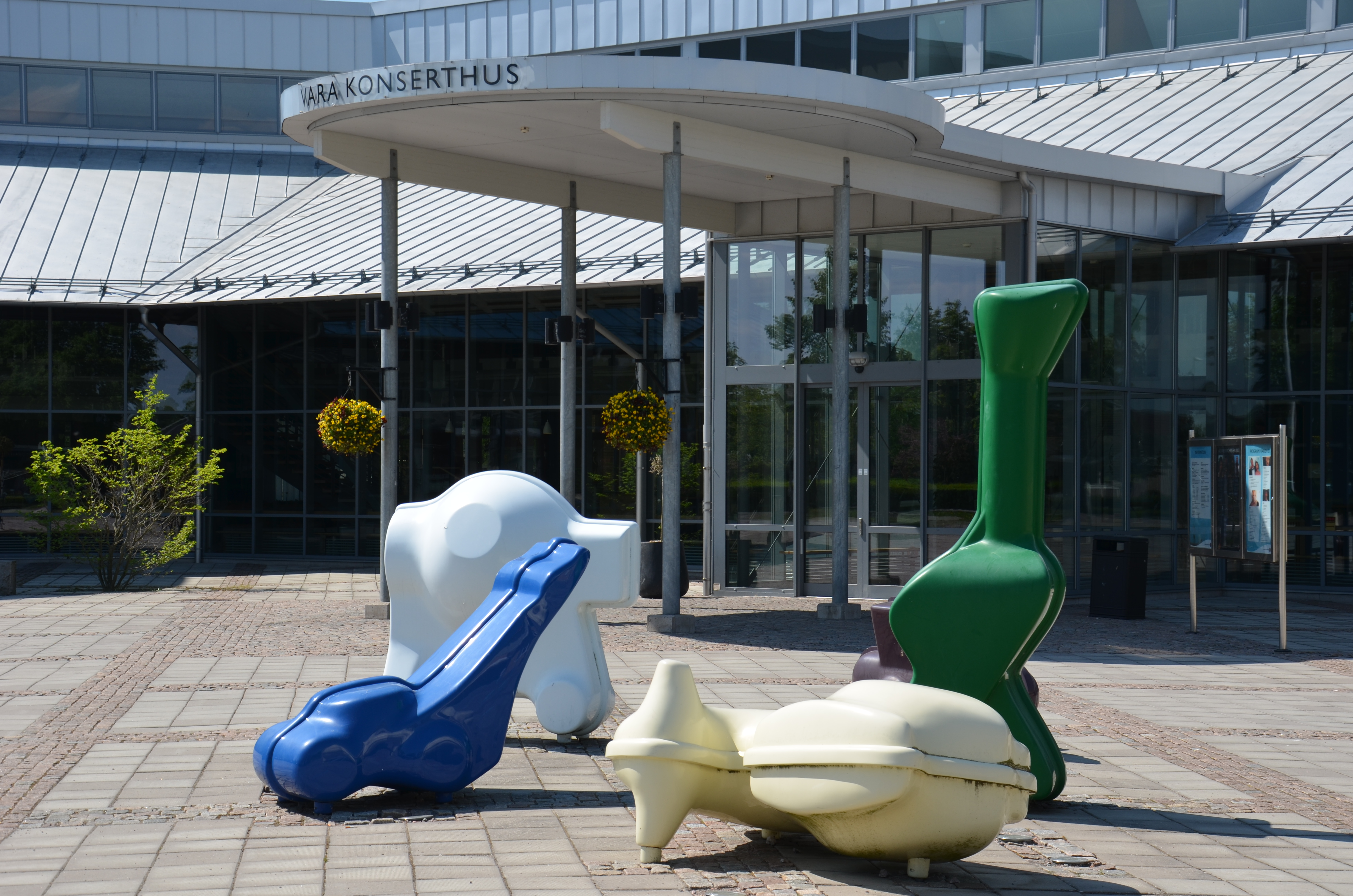
On tour utanför Vara konserthus

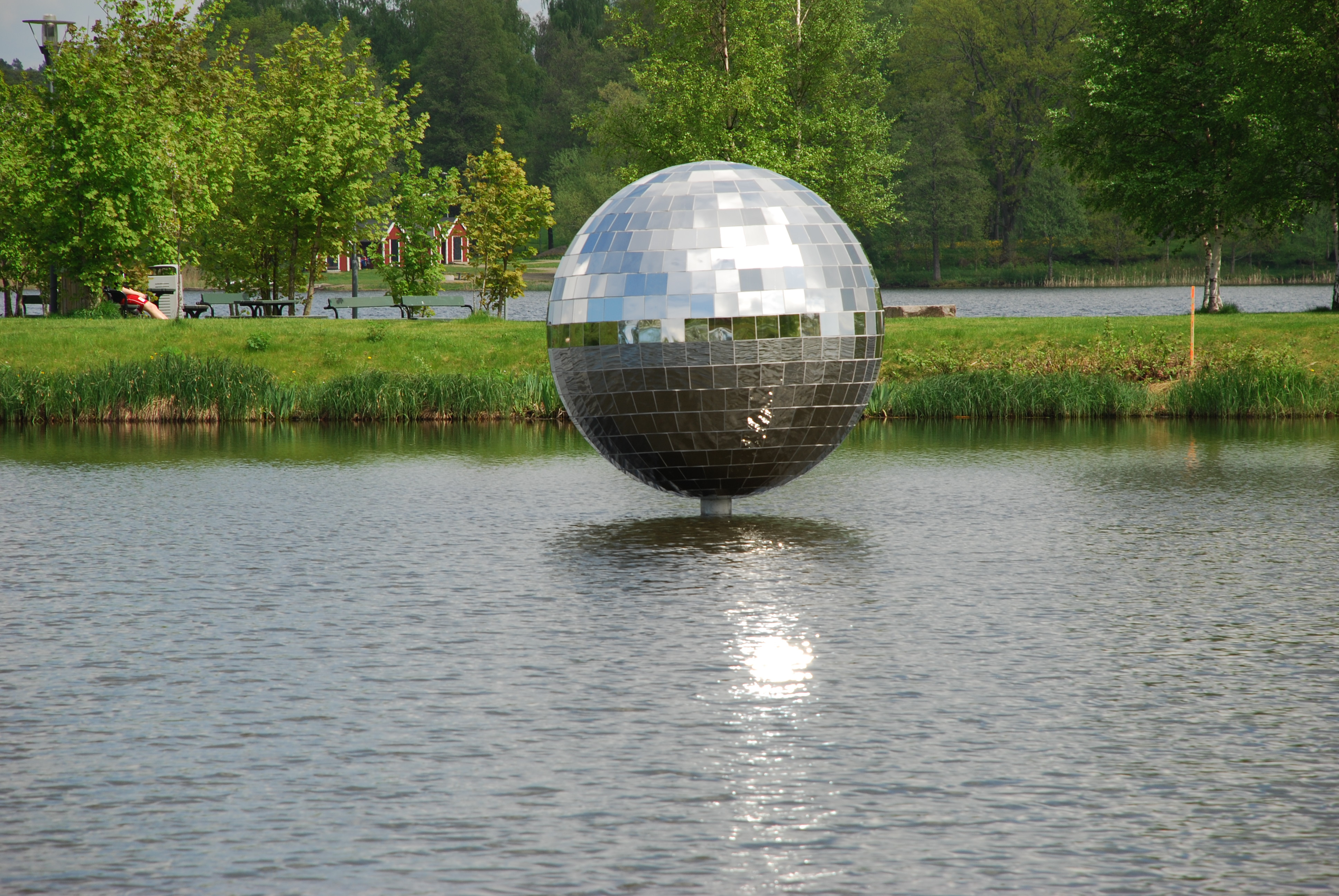
Spegelbollen i Växjö

inges idee är ett tyskt konstnärskollektiv som bildades 1992 och är baserat i Berlin.
inges idee består av Hans Hemmert (född 1960), Axel Lieber, Thomas Schmidt (född 1960) och Georg Zey (född 1962). Konstnärsgruppen arbetar främst med konst i det offentliga rummet.
Inges Idee fick i januari 2016 uppdraget att utforma en blivande tunnelbanestation i Stockholm.

## Offentliga verk i urval
- Dandy, 2014, Frösundavik i Solna, Sverige
- Rotkäppchen und ... (Rödluvan och ...), 2011, Universität Potsdam, Potsdam i Tyskland
- Spegelbollen, 2010, lagunen i Växjösjön, Växjö Art Site – konststråket
- The drop, 2010, vid Vancouver Convention Center i Vancouver i Kanada
- Receiver, 2010, DR Byen, Köpenhamn
- Exotics, 2009, Vrouwjuttenhof i Utrecht i Nederländerna
- Chandelier, glas och stål, 2008, foajén till Advokatfirman Cederquist, tidigare innergården till Hovslagargatan 3 i Stockholm
- Snowman, 2006, VivoCity i Singapore
- On tour, glasfiber, 2002, utanför Vara konserthus
- Piercing, stål, 2001, på fasaden på rådhuset i Heidenheim an der Brenz i Tyskland
- Streetlight, stål, 1999, framför Linköpings centralstation
- Einrichten, Magasinstrasse 15 i Berlin i Tyskland

## Fotogalleri

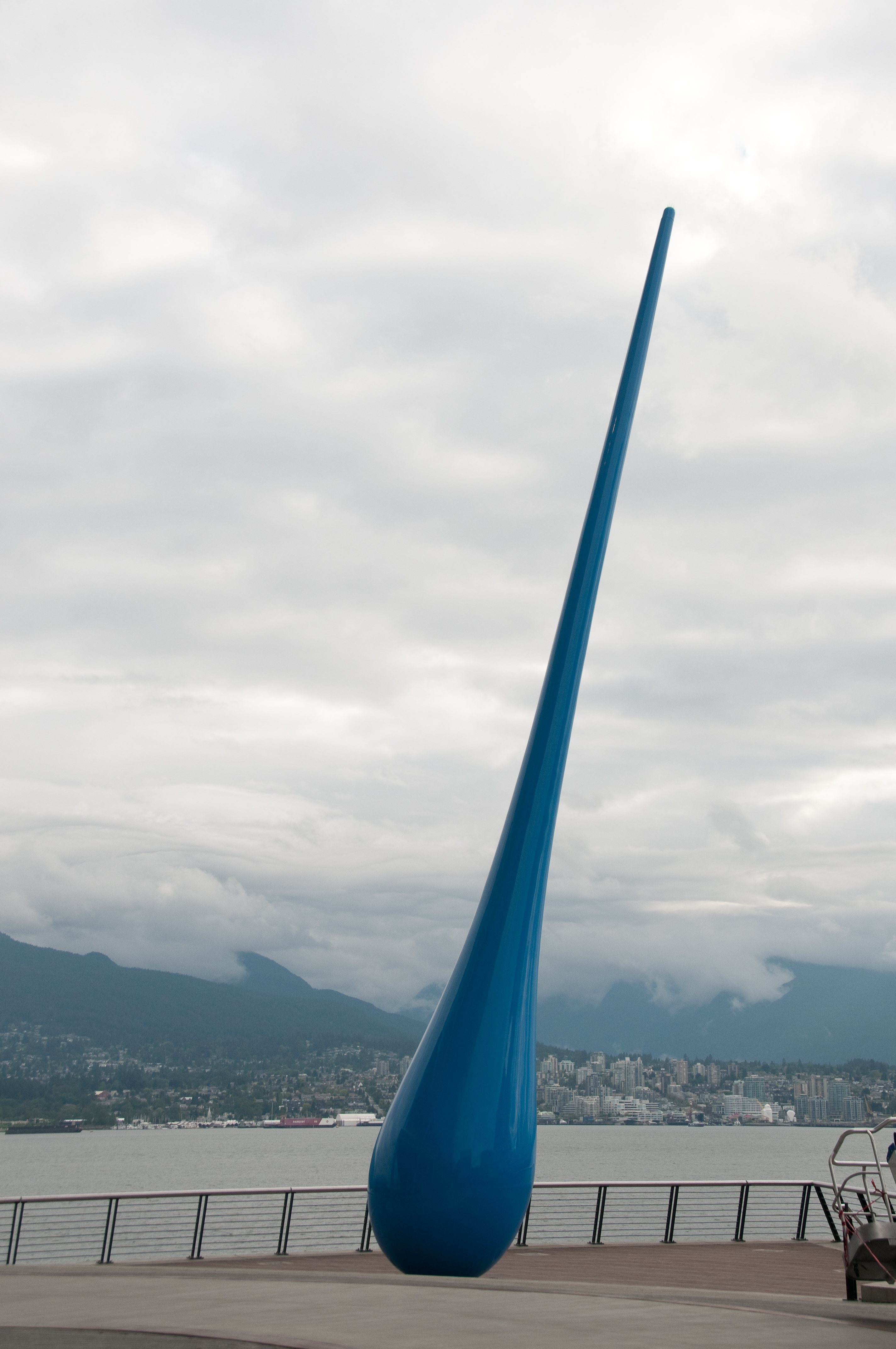
The Drop i Vancouver
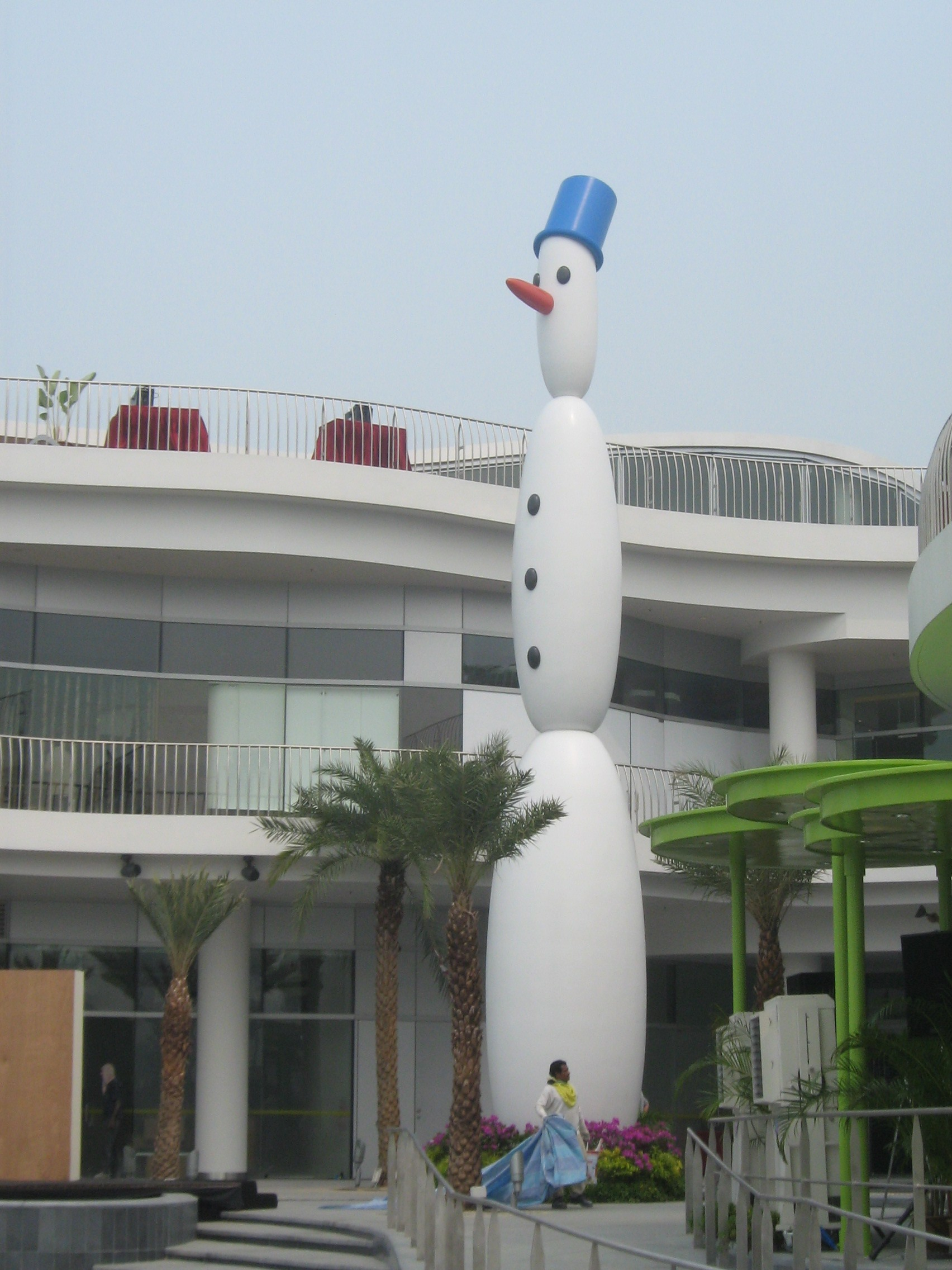
Snowman i Singapore
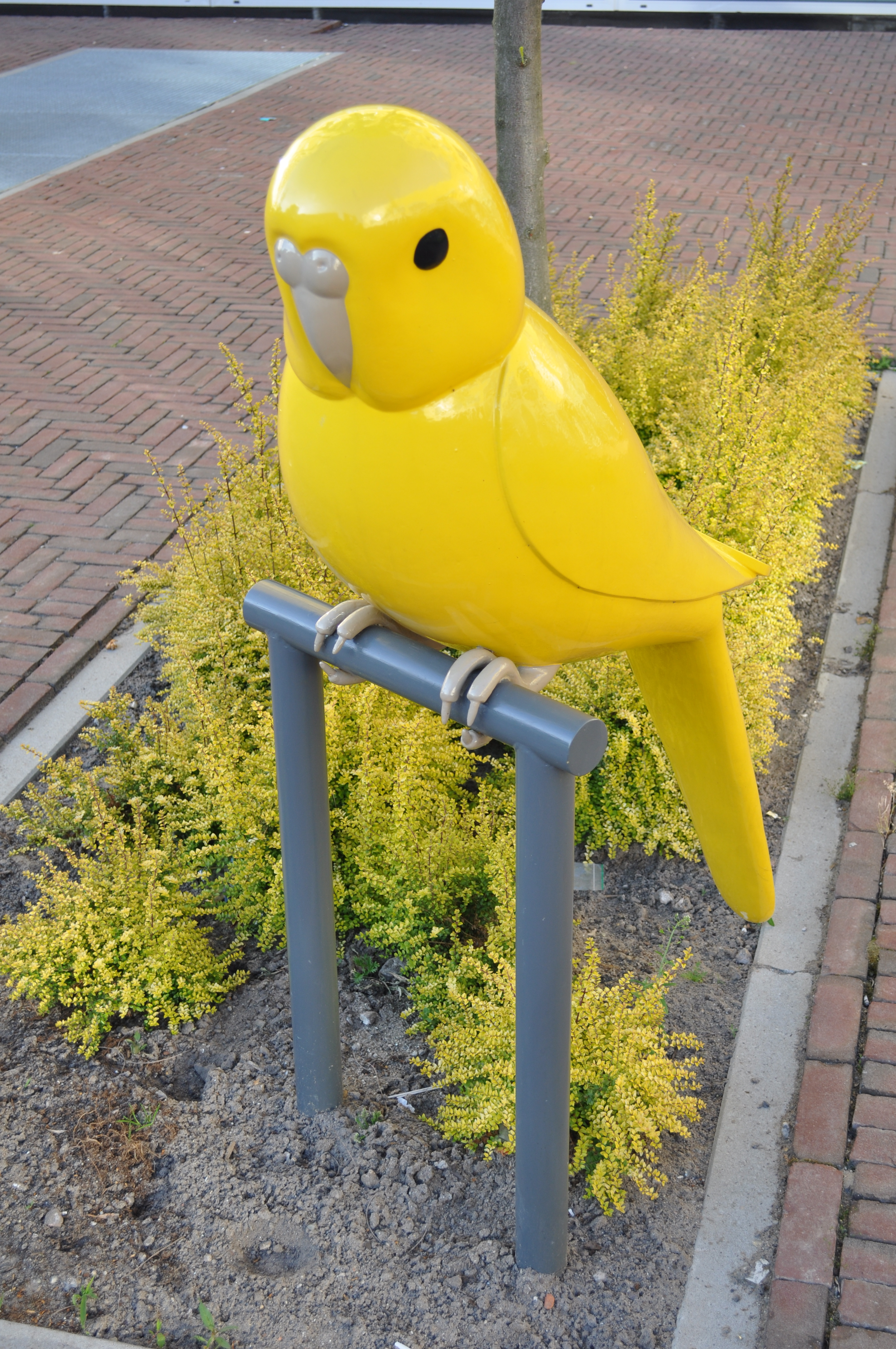
Exotics i Utrecht
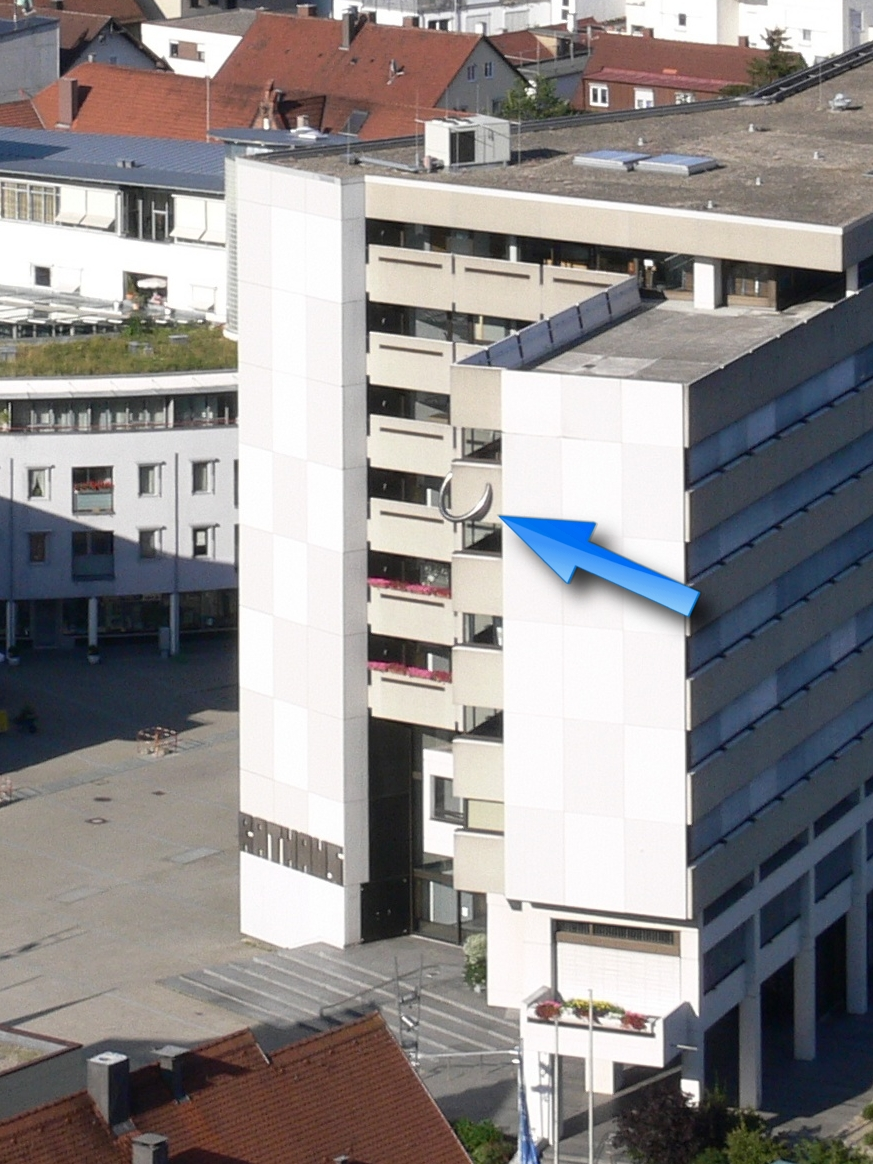
Piercing i Heidenheim an der Brenz (pilen pekar mot ringen i fasaden)